# Henry Cow
Henry Cow — британская авангардная рок-группа, основанная в Кембриджском университете в 1968 году мультиинструменталистами Фредом Фритом и Тимом Ходжкинсоном. Состав Henry Cow менялся на протяжении десятилетия, но барабанщик Крис Катлер, басист Джон Гривз и фаготист/гобоист Линдси Купер были важными постоянными участниками наряду с Фритом и Ходжкинсоном.

## История
Henry Cow основана в 1968 году в Кембриджском университете Фредом Фритом и Тимом Ходжкинсоном. Группа стояла у истоков движения Rock in Opposition.
В частых переменах в составе группы в ранний период наиболее важную роль сыграл Джон Гривз, бывший член Ray Irving Showband и поклонник Фрэнка Синатры.
В 1971 году в составе группы появился Крис Катлер, работавший ранее с группами Psychedelic Poets и Louise.
В 1973 году Henry Cow подписали контракт с фирмой Virgin, а через месяц записали свой первый альбом — Leg End. В том же году группа написала и исполнила музыку к фильму «Буря». После Henry Cow отправились с западногерманской группой Faust в своё первое концертное турне по Великобритании и Нидерландам.
В январе 1974 года к Cow присоединилась Линдси Купер и группа сразу же приступила к сессиям по записи альбома Unrest.
К концу 1974 года Henry Cow совместно с группой Slapp Happy начали записывать альбом Desperate Straights и выпустили его в 1975 году.
В июле 1975 года Henry Cow снова вместе со Slapp Happy выпускают свой самый удачный альбом In Praise of Learning.

## Состав
- Фред Фрит (1968–1978) — гитара, скрипка, бас-гитара, фортепиано, ксилофон
- Тим Ходжкинсон (1968–1978) — клавишные, духовые
- Дэвид Аттвулл (1968, умер в 2016) — барабаны
- Роб Брукс (1968) — ритм-гитара
- Джосс Грэм (1968)  — бас-гитара
- Энди Спунер (1968)  — гармоника
- Энди Пауэлл (1968-1969) — бас-гитара, барабаны
- Джон Гривз (1969-1976) — бас-гитара, фортепиано, вокал
- Шон Дженкинс (1969–1971) — барабаны
- Мартин Дитчем (1971) — барабаны
- Крис Катлер (1971–1978) — барабаны, перкуссия
- Джефф Ли (1972–1973) — саксофоны, флейта, кларнет
- Линдси Купер (1974–1978, умерла в 2013) — фагот, гобой, флейта
- Питер Блегвад (1974–1975) — гитара, кларнет, вокал
- Энтони Мур (1974–1975) — клавишные
- Дагмар Краузе (1974–1977) — вокал, клавишные
- Джорджи Борн (1976–1978) — виолончель, бас-гитара
- Аннемари Рулофс (1978) — тромбон, скрипка

Временная шкала

## Дискография

### Альбомы
- 1973 — Leg End aka Legend (LP Virgin Records)
- 1974 — Unrest (LP Virgin Records)
- 1975 — Desperate Straights (LP Virgin Records)
- 1975 — In Praise of Learning (LP Virgin Records)
- 1976 — Henry Cow Concerts (2xLP Caroline Records)
- 1979 — Western Culture (LP Broadcast)